# Isochariesthes tricolor
Isochariesthes tricolor es una especie de escarabajo longicornio del género Isochariesthes, tribu Tragocephalini, subfamilia Lamiinae. Fue descrita científicamente por Breuning en 1964.
Se distribuye por África. Mide aproximadamente 7-9 milímetros de longitud. El período de vuelo ocurre en los meses de febrero, noviembre y diciembre.